# Metztitlán
Metztitlán („Ort des Mondes“) ist ein ca. 3500 Einwohner zählender historischer Ort im Zentrum des mexikanischen Bundesstaats Hidalgo; er ist Verwaltungssitz und größter Ort des gleichnamigen Municipios. Seit dem Jahr 2023 ist Metztitlán als Pueblo Mágico anerkannt.

## Lage und Klima
Der in der Sierra Alta in einer Höhe von ca. 1300 m gelegene Ort ist etwa 130 km (Luftlinie) von der Golfküste entfernt und liegt etwa 90 km (Fahrtstrecke) nördlich der Hauptstadt des Bundesstaats Pachuca de Soto; bis nach Mexiko-Stadt sind es etwa 200 km in südlicher Richtung. Das Klima ist zumeist gemäßigt, an vielen Tagen aber auch feucht und neblig; Regen (ca. 500 mm/Jahr) fällt überwiegend im Sommerhalbjahr.

## Bevölkerung
| Jahr      | 2000 | 2010 | 2020 |
| Einwohner | 2741 | 3125 | 3274 |

Der überwiegende Teil der Bevölkerung ist indianischer Abstammung; gesprochen wird neben Nahuatl auch Spanisch.

## Wirtschaft
Die Böden in der Umgebung von Metztitlán sind fruchtbar und so sind die Einwohner des Ortes und der Gemeinde hauptsächlich landwirtschaftlich orientiert; sie sind zum Teil Selbstversorger.

## Geschichte
Genau wie die Städte Tlaxcala und Huexotzinco konnten die Azteken Metztitlán nie erobern, obwohl sie dies mehrfach versuchten. Als die spanischen Konquistadoren Krieg gegen die Azteken führten, stellten sich die Einwohner der Stadt an die Seite von Hernán Cortés. Im Jahr 1811 kam es in Metztitlán zu zwei Aufständen der indigenen Bevölkerung, die jedoch niedergeschlagen wurden.

## Sehenswürdigkeiten
- Der Ort ist in hohem Maße geprägt von gepflasterten Straßen sowie von ein- oder zweigeschossigen buntbemalten Häusern der Kolonialzeit.
- Die Kirche des vom Augustinerorden um die Mitte des 16. Jahrhunderts gegründeten Konvents der Heiligen Drei Könige (Reyes Magos) beeindruckt durch ihre Größe; der breitgelagerte Glockengiebel (espadaña) entstand ca. 100 Jahre später. Das Innere des Baues ist einschiffig und gewölbt. Blickfang ist ein spätbarocker Schnitzaltar (retablo).[3]
- Seitlich der Kirche befindet sich eine Offene Kapelle (Capilla abierta) zur religiösen Unterweisung der Indios.
- Aus dem 16. Jahrhundert stammt auch das Cabildo de los Indios genannte Gebäude, dessen eigentlicher Zweck jedoch unbekannt ist.